# Lespinasse, Haute-Garonne

Lespinasse este o comună în departamentul Haute-Garonne din sudul Franței. În 2009 avea o populație de 2.491 de locuitori.

## Evoluția populației
| An        | 1975 | 1982  | 1990  | 1999  | 2006  | 2009  |
| --------- | ---- | ----- | ----- | ----- | ----- | ----- |
| Populație | 866  | 1.002 | 1.413 | 1.864 | 2.356 | 2.491 |